# Список названих осіб у Паперах Пандори
Це частковий список людей, названих у Паперах Пандори (англ. Pandora Papers), як акціонерів, директорів і бенефіціарів офшорних компаній. Загалом у витоку з'являється 35 нинішніх і колишніх національних лідерів разом із 400 чиновниками майже зі 100 країн. Понад 100 мільярдерів, 29 000 офшорних рахунків, 30 нинішніх і колишніх керівників та 300 державних службовців були названі в перших витоках інформації в жовтні 2021. Згідно з повідомленнями, приблизно 32 трильйони доларів можуть бути приховані від оподаткування.

## Глави держав
- Абдалла II, Король Йорданії [3][4]
- Луїс Абінадер, Президент Домініканської Республіки [5]
- Ільхам Алієв, Президент Азербайджану [6]
- Нікос Анастасіадіс, Президент Кіпру [7]
- Володимир Зеленський, Президент України [8]
- Володимир Путін, Президент Росії [9][10][11]